# Bernoulli (Mondkrater)
Bernoulli ist ein Einschlagkrater im nordöstlichen Quadranten des Mondes. Er liegt südlich des Kraters Messala und östlich von Geminus.
Der Rand von Bernoulli ist bis auf mehrere leichte Ausbuchtungen entlang des Umfangs nahezu kreisförmig. An der südlichen Kraterwandung existiert eine Vertiefung, die zu einer dreieckigen Ausbuchtung des Kraterrands führt. Der Kraterrand ist auf der Ostseite am höchsten und steigt dort bis auf 4000 Meter an. Im Mittelpunkt des Kraterbodens erhebt sich ein zentraler Gipfel.
| Buchstabe | Position           | Durchmesser | Link |
| --------- | ------------------ | ----------- | ---- |
| A         | 36,39° N, 60,88° O | 20 km       |      |
| B         | 36,76° N, 65,42° O | 24 km       |      |
| C         | 35,37° N, 67,16° O | 18 km       |      |
| D         | 35,77° N, 66,48° O | 12 km       |      |
| E         | 35,32° N, 62,86° O | 27 km       |      |
| K         | 36,59° N, 62,91° O | 18 km       |      |